# Таби-утул-Энлиль
Шубши-машра-Шаккан (аккад. mšub-ši-maš-ra-a-dGÌR); также Шубши-мешре-Шаккан, Шубши-мешри-Нергал) — сановник, служивший во время правления касситского царя Нази-Марутташа (1324 — 1297 до н. э.). Главный герой и, вероятно, автор поэмы о невинном страдальце. Кроме того, упоминался в двух других текстах, датированных тем же временем.

## Упоминания
В найденной в Ниппуре глиняной табличке перечисляются зерновые пайки, отданные посланнику Шубши-машра-Шаккана в четвёртый год правления Нази-Марутташа (1320 год до н. э.). А в Уре обнаружено постановление суда, датированное шестнадцатым годом правления Нази-Марутташа (1308 год до н. э.), в котором Шубши-машра-Шаккан носит титул «управляющего территорией» (аккад. šakin māti, аккад. lúGAR.KUR). Это предписание запрещало сбор урожая у одного из каналов или рек.
В поэме праведного страдальца описываются безвинные муки Шубши-машра-Шаккана, высокопоставленного чиновника, в один день потерявшего всё. Царь прогневался на него, а семеро придворных строят козни. В результате, Шубши-машра-Шаккан лишился своего имущества, друзей и здоровья. Весь город возненавидел его. Когда семья уже готовилась к похоронам, явился Урниндинлугга, жрец-заклинатель (аккад. kalû), посланный Мардуком, и объявил о спасении Шубши-машра-Шаккана. Спасённый молится в храме Эсагила и устраивает торжество по поводу своего выздоровления. Люди, увидев, что Мардук спас больного, восхваляют его и жену его Царпанит, единственных из всех богов сумевших практически воскресить человека, и поэтому призываются преклониться перед Мардуком.
Поэма написана от первого лица, поэтому некоторые исследователи предполагают, что автором был сам Шубши-машра-Шаккан. Пожалуй, единственное в чём можно быть уверенным, это то, что герой поэмы был значительным историческим лицом во времена Нази-Марутташа (упоминается в строчке 105 таблички IV). В пятьдесят восьмом фрагменте текста упоминаются значимые даты новоассирийского и нововавилонского периода.